# Бреоган (баскетбольний клуб)
«Бреоган» — баскетбольний клуб з міста Луго, Галісія, Іспанія.